# ATP Finals 2018 - Đôi
Henri Kontinen là John Peers là nhà đương kim vô địch hai lần, nhưng họ chỉ lọt vào với suất tham dự thay thế đầu tiên.
Kontinen và Peers thay thế cho Nikola Mektić và Alexander Peya ở trận đấu cuối cùng của vòng bảng.
Mike Bryan và Jack Sock giành được danh hiệu, đánh bại Pierre-Hugues Herbert và Nicolas Mahut ở trận chung kết, 5–7, 6–1, [13–11].

## Các hạt giống
1. Oliver Marach /  Mate Pavić (Vòng bảng)
2. Juan Sebastián Cabal /  Robert Farah (Bán kết)
3. Łukasz Kubot /  Marcelo Melo (Vòng bảng)
4. Jamie Murray /  Bruno Soares (Bán kết)
5. Mike Bryan /  Jack Sock (Vô địch)
6. Raven Klaasen /  Michael Venus (Vòng bảng)
7. Nikola Mektić /  Alexander Peya (Vòng bảng, rút lui)
8. Pierre-Hugues Herbert /  Nicolas Mahut (Á quân)

## Các cặp đôi thay thế
1. Henri Kontinen /  John Peers (Thay thế Mektić/Peya, Vòng bảng)
2. Jean-Julien Rojer /  Horia Tecău (Không thi đấu)

## Kết quả

### Từ viết tắt
| - Q = Vòng loại - WC = Đặc cách - LL = Thua cuộc may mắn - Alt = Thay thế - SE = Miễn đặc biệt | - PR = Bảo toàn thứ hạng - w/o = Thắng nhờ đối thủ rút lui trước trận đấu - r = Bỏ cuộc giữa trận đấu - d = Bị xử thua - SR = Xếp hạng đặc biệt |

### Nhánh đấu chung kết
|  | Bán kết | Bán kết                             | Bán kết | Bán kết              | Bán kết |   |      | Chung kết                           | Chung kết | Chung kết | Chung kết | Chung kết |  |
|  |         |                                     |         |                      |         |   |      |                                     |           |           |           |           |  |
|  | 8       | Pierre-Hugues Herbert Nicolas Mahut | 6       | 5                    | [10]    |   |      |                                     |           |           |           |           |  |
|  | 8       | Pierre-Hugues Herbert Nicolas Mahut | 6       | 5                    | [10]    |   |      |                                     |           |           |           |           |  |
|  | 2       | Juan Sebastián Cabal Robert Farah   | 3       | 7                    | [5]     |   |      |                                     |           |           |           |           |  |
|  | 2       | Juan Sebastián Cabal Robert Farah   | 3       | 7                    | [5]     |   | 8    | Pierre-Hugues Herbert Nicolas Mahut | 7         | 1         | [11]      |           |  |
|  |         |                                     |         |                      |         |   | 8    | Pierre-Hugues Herbert Nicolas Mahut | 7         | 1         | [11]      |           |  |
|  |         |                                     | 5       | Mike Bryan Jack Sock | 5       | 6 | [13] |                                     |           |           |           |           |  |
|  | 4       | Jamie Murray Bruno Soares           | 5       | Mike Bryan Jack Sock | 5       | 6 | [13] | 3                                   | 6         | [4]       |           |           |  |
|  | 4       | Jamie Murray Bruno Soares           |         |                      |         |   |      |                                     |           | [4]       |           |           |  |
|  | 5       | Mike Bryan Jack Sock                | 6       | 4                    | [10]    |   |      |                                     |           |           |           |           |  |

### Bảng Knowles/Nestor
|   |                                     | Marach Pavić  | Kubot Melo    | Bryan Sock    | Herbert Mahut | Thg–Th VB | Set Thg–Th | Game Thg–Th | Xếp hạng |
| 1 | Oliver Marach Mate Pavić            |               | 6–7(4–7), 4–6 | 4–6, 6–7(4–7) | 6–4, 7–6(7–3) | 1–2       | 2–4        | 33–36       | 4        |
| 3 | Łukasz Kubot Marcelo Melo           | 7–6(7–4), 6–4 |               | 3–6, 6–7(5–7) | 2–6, 4–6      | 1–2       | 2–4        | 28–35       | 3        |
| 5 | Mike Bryan Jack Sock                | 6–4, 7–6(7–4) | 6–3, 7–6(7–5) |               | 2–6, 2–6      | 2–1       | 4–2        | 30–31       | 2        |
| 8 | Pierre-Hugues Herbert Nicolas Mahut | 4–6, 6–7(3–7) | 6–2, 6–4      | 6–2, 6–2      |               | 2–1       | 4–2        | 34–23       | 1        |

### Bảng Llodra/Santoro
|     |                                                        | Cabal Farah               | Murray Soares                             | Klaasen Venus                       | Mektić Peya Kontinen Peers                | Thg–Th VB | Set Thg–Th | Game Thg–Th | Xếp hạng |
| 2   | Juan Sebastián Cabal Robert Farah                      |                           | 4–6, 3–6                                  | 6–3, 7–6(7–5)                       | 6–3, 6–4 (w/ Mektić/Peya)                 | 2–1       | 4–2        | 32–28       | 2        |
| 4   | Jamie Murray Bruno Soares                              | 6–4, 6–3                  |                                           | 7–6(7–5), 4–6, [10–5]               | 3–6, 7–6(7–3), [10–3] (w/ Kontinen/Peers) | 3–0       | 6–2        | 35–31       | 1        |
| 6   | Raven Klaasen Michael Venus                            | 3–6, 6–7(5–7)             | 6–7(5–7), 6–4, [5–10]                     |                                     | 7–6(7–5), 7–6(7–5) (w/ Mektić/Peya)       | 1–2       | 3–4        | 35–37       | 3        |
| 7 9 | Nikola Mektić Alexander Peya Henri Kontinen John Peers | 3–6, 4–6 (w/ Mektić/Peya) | 6–3, 6–7(3–7), [3–10] (w/ Kontinen/Peers) | 6–7(5–7), 6–7(5–7) (w/ Mektić/Peya) |                                           | 0–2 0–1   | 0–4 1–2    | 19–26 12–11 | X 4      |

Vị trí xếp hạng được xác định bởi: 1) Số trận thắng; 2) Số trận đã thi đấu; 3) Trường hợp 2 cặp đôi cùng chỉ số, xét thành tích đối đầu; 4) Trường hợp 3 cặp đôi cùng chỉ số, xét tỉ lệ phần trăm set thắng, rồi đến tỉ lệ phần trăm game thắng, rồi đến thành tích đối đầu; 5) Xếp hạng ATP